# Henri Malan
Henri Jules Jean-Baptiste Malan, né le 1er janvier 1869 dans le 14e arrondissement de Paris et mort le 13 juin 1912 à Saïgon, est un administrateur colonial français.

## Biographie
Ancien élève de l'École Coloniale et licencié en droit, il intègre le corps du Commissariat des Colonies comme aide-commissaire en 1892. Il est promu sous-commissaire en 1896, puis commissaire principal des troupes coloniales en 1902. Ses affectations le portent successivement au Sénégal (1893-1894), au Soudan français (1894), à Madagascar (1894-1896) puis de nouveau au Sénégal (1897-1907) avant de rejoindre l'AOF.
il est gouverneur du Dahomey de 1909 à 1910, où il succède à Raphaël Antonetti. Il est remplacé à Cotonou par le même Raphaël Antonetti qui retrouve ainsi son poste antérieur.
À sa mort, Henri Malan était résident supérieur et secrétaire général de l'Indochine française.
Il venait alors d'être nommé officier de la Légion d'honneur.
La ville de Malanville au Bénin porte son nom.